# Trea Turner
Trea Vance Turner, född den 30 juni 1993 i Boynton Beach i Florida, är en amerikansk professionell basebollspelare som spelar för Philadelphia Phillies i Major League Baseball (MLB). Turner är shortstop.
Turner har tidigare spelat för Washington Nationals (2015–2021) och Los Angeles Dodgers (2021–2022). Bland hans meriter kan nämnas att han vunnit World Series en gång, tagits ut till MLB:s all star-match två gånger, till All-MLB First Team och All-MLB Second Team en gång vardera samt vunnit en Silver Slugger Award. Statistiskt har han varit bäst i National League två säsonger vardera i hits och stulna baser samt en säsong vardera i slaggenomsnitt, total bases och triples.
Turner var med och tog silver för USA vid World Baseball Classic 2023.

## Karriär

### College
Turner draftades av Pittsburgh Pirates 2011 som 602:a spelare totalt direkt efter high school, men inget kontrakt upprättades mellan parterna. Han valde i stället att studera vid North Carolina State University och spela för skolans basebollag NC State Wolfpack 2012–2014.

### Major League Baseball

#### San Diego Padres
Turner draftades av San Diego Padres 2014 som 13:e spelare totalt och redan samma år gjorde han proffsdebut i Padres farmarklubbssystem. Under hösten spelade han i Arizona Fall League. I juni 2015, innan han hunnit debutera i MLB, trejdades han till Washington Nationals som en del av en stor bytesaffär som de inblandade klubbarna hade kommit överens om redan i december 2014.

#### Washington Nationals

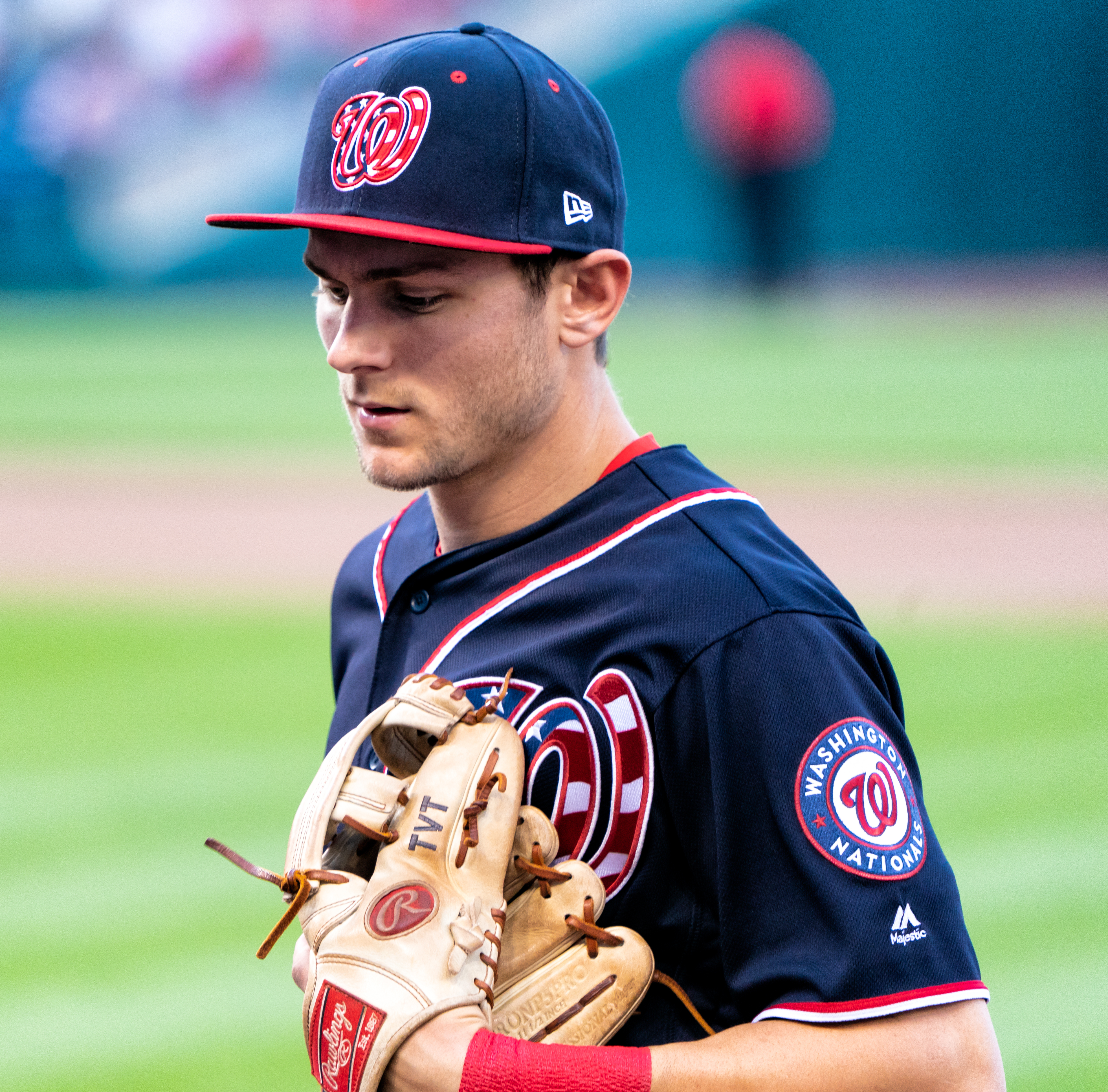
Turner i april 2018.

Bara ett par månader efter det att Turner kom under Nationals kontroll, den 21 augusti 2015, spelade han sin första match i MLB.
Turner räknades ännu som rookie 2016 och kom då tvåa i omröstningen till Rookie of the Year Award i National League (NL) efter Corey Seager. Två år senare hade Turner flest stulna baser i NL (43). 2019 var han med och vann World Series med Nationals.
2020 års säsong förkortades från 162 till 60 matcher på grund av covid-19-pandemin, och Turner var bäst i hela MLB i hits (78) och delat bäst i NL i triples (fyra). Han kom sjua i omröstningen till NL:s MVP Award. Säsongen efter det togs han för första gången ut till MLB:s all star-match, men bara några veckor senare trejdade Nationals honom tillsammans med Max Scherzer till Los Angeles Dodgers i utbyte mot de fyra unga talangerna Josiah Gray, Keibert Ruiz, Gerardo Carrillo och Donovan Casey.

#### Los Angeles Dodgers
Turner hade högst slaggenomsnitt i MLB 2021 (0,328) och även, för andra året i rad, flest hits (195). Han hade även flest stulna baser (32) och total bases (319) i NL. Efter säsongen belönades han med att väljas in i All-MLB Second Team. Vidare kom han femma i omröstningen till NL:s MVP Award. Under 2022 års säsong valdes Turner för första gången att starta all star-matchen. Efter säsongen vann han en Silver Slugger Award och togs ut till All-MLB First Team. Han blev även free agent för första gången.

#### Philadelphia Phillies
I december 2022 skrev Turner på ett elvaårskontrakt med Philadelphia Phillies som rapporterades vara värt 300 miljoner dollar.

### Internationellt
Turner representerade USA vid World Baseball Classic 2023, där han var en av de mest tongivande spelarna i det stjärnspäckade amerikanska laget, som tog silver. Han slog fem homeruns under turneringen, vilket var ett tangerat rekord, och hade en slash line på 0,391/0,440/1,043 samt elva RBI:s (inslagna poäng). Han togs enhälligt ut till turneringens all star-lag.